# Man la yahduruhu l-faqih
Man la yahduruhu l-faqih (arabisch من لا يحضره الفقيه, DMG Man lā yaḥḍuruhu l-faqīh ‚Wer keinen Rechtsgelehrten in seiner Nähe hat‘) ist eine schiitische Hadith-Sammlung von Muhammad ibn Ali ibn Babuya al-Qummi as-Saduq und gehört zu den al-Kutub al-arbaʿa (arabisch الكتب الأربعة ‚Die vier Bücher‘).
Das Buch umfasst um die 9.044 Hadithe. Es enthält Hadithe von der Ahl al-bait, über die Praxen der gesetzlichen Grundlage für Schiiten. Schiiten betrachten dieses Buch als eine der zuverlässigsten Hadith-Sammlungen.

## Abschnitte
Das Buch umfasst die meisten Bereiche der Rechtsprechung. Es ist in kleinen Abschnitten angeordnet und alle verschiedenen Abschnitte stellen ein Hauptthema in der Rechtsprechung dar.
- Abschnitte über die Gebetsregeln
- Abschnitte über die Regeln des Fastens
- Abschnitte über die Urteilsregeln
- Abschnitte über die Regeln für die Ehe
- Abschnitte über die Regeln des Kulturerbes

## Weblink
- Sammlung mit Digitalisaten der 110 Bände